# Satoshi Ishii
Satoshi Ishii (n. 19 decembrie 1986, Ibaraki, Prefectura Ibaraki, Japonia) este un judocan ce a reprezentat Japonia, medaliat olimpic. A participat la o ediție a Jocurilor Olimpice (2008) în care a câștigat o medalie de aur.